# Aleksander Wojtkiewicz
Aleksander Wojtkiewicz (Riga, 15 gennaio 1963 – Baltimora, 14 luglio 2006) è stato uno scacchista polacco, Grande maestro.
Di nazionalità polacca, ma nato in Lettonia, il suo nome era pronunziato Aleksandrs Voitkevičs. Da giovanissimo era già un forte giocatore e assistette l'ex campione del mondo e suo concittadino Michail Tal' durante il torneo interzonale di Riga. La sua promettente carriera scacchistica fu interrotta quando rifiutò di essere arruolato nell'esercito russo. Per molti anni visse in incognito e nel 1986 gli furono comminati due anni di carcere. Dopo un anno, quando i presidenti Reagan e Gorbačëv si incontrarono, gli fu concessa l'amnistia.
Ottenne il permesso di emigrare in Polonia e si stabilì a Varsavia. Partecipò a diversi campionati polacchi, vincendone due (1989 e 1995). Si spostò poi negli Stati Uniti, prendendo parte a numerosi tornei. Ottenne i maggiori successi nel 2006, col primo posto ex aequo nel World Open di Filadelfia e la vittoria nel National Open di Las Vegas. Morì a Baltimora nello stesso anno in seguito ad una emorragia intestinale.